# Кожоховський сільський округ
Кожо́ховський сільський округ (каз. Кожохово ауылдық округі, рос. Кожоховский сельский округ) — адміністративна одиниця у складі Глибоківського району Східноказахстанської області Казахстану. Адміністративний центр — село Кожохово.
Населення — 2209 осіб (2021; 2632 у 2009, 2950 у 1999, 3241 у 1989).
Станом на 1989 рік існувала Кожоховська сільська рада (села Кожохово, Прогрес, Сметанино). 2024 року ліквідовано село Сметанино.

## Склад
До складу округу входять такі населені пункти:
| Населений пункт | Старі назви | Населення, осіб (1989) | Населення, осіб (1999) | Населення, осіб (2009) | Населення, осіб (2021) |
| --------------- | ----------- | ---------------------- | ---------------------- | ---------------------- | ---------------------- |
| Кожохово, село  | -           | 1310                   | 1154                   | 1085                   | 914                    |
| Прогрес, село   | -           | 1828                   | 1714                   | 1478                   | 1279                   |
| Сметанино, село | -           | 103                    | 82                     | 69                     | 16                     |